# Ava (film, 2017)
Pour les articles homonymes, voir Ava.
Pour plus de détails, voir Fiche technique et Distribution.
Ava est un film français écrit et réalisé par Léa Mysius sorti en 2017. Le film a concouru lors de la 56e Semaine de la critique,.

## Synopsis
Alors qu'elle est en vacances au bord de l'océan avec sa mère Maud, la jeune Ava, une adolescente âgée de treize ans (Noée Abita, née en 1999, avait 17 ans au moment du tournage), assiste à une dispute entre deux jeunes hommes que tente de séparer une jeune femme. L'un des deux hommes, Juan, est arrêté et emmené par la police, car il n'est pas en possession de ses papiers. 
Le lendemain, lors d'une visite médicale, Ava apprend que sa vue, qui est menacée par une maladie, se détériore plus vite que prévu : Ava sera bientôt incapable de voir en lumière basse et son champ de vision se rétrécit. Alors que sa mère fond en larmes durant le trajet de retour, Ava semble accueillir la nouvelle avec froideur. Le soir, Ava décide de constater l'état de son œil en peignant la limite de son champ de vision en faible luminosité.
Le lendemain, Ava participe à un cours de char à voile, où elle rencontre Matthias, le fils du moniteur. Plus tard, après son cours, elle fait également la rencontre de Tété (Daouda Diakhaté), qui semble être le nouveau petit ami de sa mère. Dans la soirée, elle aperçoit Juan qui entre dans une supérette après avoir attaché son grand chien noir à l'entrée. Ava décide alors de voler le chien, qu'elle appelle Loupo, et de le cacher dans un placard de son appartement. La jeune fille décrit cet événement dans son journal intime, lorsque sa mère vient la voir pour essayer de la réconforter et lui souhaiter bonne nuit. Ava garde alors la même froideur et apprend qu'elle devra garder sa petite sœur Inès le lendemain, sa mère sortant avec son Tété. De plus, Ava révèle à sa mère qu'elle fait des cauchemars. Le lendemain, alors qu'Inès est en pleurs, Ava la laisse seule pour sortir s'entraîner à marcher les yeux bandés, guidée par Loupo, dans le but de développer ses autres sens, afin de s'habiter lorsqu'elle ne pourra plus voir en faible luminosité. Ava continue à écrire dans son journal. Plus tard, de retour à l'appartement, sa mère, furieuse, la gifle.
Plus tard, en soirée, Ava reprend Loupo avec elle et part se promener sur la plage. Arrivée à un ancien blockhaus, elle attache le chien et se déshabille complètement avant d'aller se baigner, à nouveau avec les yeux bandés. Cependant, elle se rend compte que Juan, qui vit en fait dans le blockhaus, l'observe. Ava reste dans l'eau jusqu'à ce que Juan reparte avec le chien. Lorsque la jeune fille suppose que Juan est parti, elle retourne hâtivement au blockhaus pour se rhabiller. Mais elle s'aperçoit que Juan est toujours là à l'observer, et elle prend la fuite. 
La nuit, Ava fait d'étranges cauchemars impliquant la mort de sa petite sœur Inès, ses propres problèmes visuels, ainsi qu'une étrange relation sexuelle entre sa mère et Juan. Le lendemain matin, elle aperçoit Tété dans la maison qui espérait voir sa mère, et s'ouvre maladroitement à ce dernier, en lui parlant de ses cauchemars et son désir de mourir. En parallèle, Ava poursuit ses cours de char à voile. Elle profite de ce moyen de déplacement pour revenir au blockhaus, afin de voir si le chien Loupo est là. Elle voit à la place un fusil à l'intérieur du vestige, ce qui l'effraie et la pousse à revenir auprès de son char. Elle sympathise par la suite avec Matthias.
Plus tard, Ava et sa mère se rendent à un bar et la jeune fille surprend une discussion entre la serveuse, qui n'est autre que Jessica, et le garçon qui s'était battu avec Juan. De retour à la maison avec sa mère, Ava découvre Loupo, gisant au sol et couvert de sang. Sa mère tente de le soigner et elle découvre qu'il ne s'agit pas de son propre sang. Ava comprend que le garçon a pu s'être de nouveau battu avec Juan. Elle décide de se rendre à nouveau au blockhaus où elle voit Juan, au sol, gravement blessé. Le sang sur Loupo provenait donc de lui, et Ava décide de s'occuper de son état. Cependant, la nuit tombe et la vue de la jeune fille se détériore, l'empêchant de voir correctement pour rentrer chez elle. Elle passe donc la nuit auprès de Juan. Plus tard, elle revient lui fournir de quoi boire, se nourrir et se guérir. Néanmoins, Juan ne semble pas s'attacher à Ava et ne lui parle pas. Ava tente néanmoins de lui provoquer de l'attachement en lui montrant sa poitrine, mais Juan se moque d'elle lorsque des passants voient la scène. Ava rentre chez elle, furieuse.
Le soir, Ava dit à sa mère ce qu'elle pense d'elle, révélant qu'elle ne la supporte plus, et qu'elle la trouve « médiocre ». Par la suite, la jeune fille passe la soirée avec Matthias, et elle lui demande de l'embrasser, ce qu'il accepte nonchalant, et avec peu de tendresse. 
Parallèlement, toutes les nuits, Ava continue à peindre l'évolution de son champ de vision, qui se réduit de jour en jour. Consciente qu'elle ne peut plus voir en faible luminosité, elle décide de sortir, guidée par Loupo, qui la ramène au blockhaus où Juan a fait un feu. Ce dernier refuse sa présence, et Ava tente de repartir seule dans la nuit. Le lendemain matin, Juan l'aperçoit sur le sable : la vision de la jeune fille ne lui a pas permis de se rendre bien loin. Ils passent donc la journée ensemble. Tandis que Juan trouve de l'argile, utile pour cicatriser sa plaie, ils décident tous deux de s'en étaler sur le corps, et de voler les nudistes de la plage, en les menaçant avec le fusil du jeune homme. Ils finissent par passer la nuit ensemble, mais sont retrouvés le matin par deux policiers montés, qui passent les menottes à Juan, accusé de détournement de mineure, alors que la mère d'Ava a entre-temps déclaré à la police la disparition de sa fille. Mais l'adolescente prend le fusil de Juan et menace les deux policiers, qui libèrent Juan et les laissent partir. Juan et Ava volent une moto et s'enfuient pour enfin se cacher dans une discothèque fermée. Juan propose alors à Ava de tout quitter et de s'enfuir avec lui : pour cela, ils doivent récupérer la voiture de Juan, au terrain où vit la communauté de gens du voyage à laquelle il appartient mais qu'il a dû quitter depuis une bagarre à cause d'une fille. Le lendemain matin, après qu'Ava, jalouse, s'est disputée avec Juan à propos de Jessica, la jeune fille appelle rapidement sa mère afin de la rassurer. Plus tard, Juan propose à Ava un plan pour s'infiltrer dans le terrain où vit sa communauté, en se faisant passer pour une fille venue aider pour les préparatifs du mariage de Jessica. Ava accepte et ils se mettent en route.
Ava parvient à s'introduire sur le terrain et à localiser la caravane de Juan. Après avoir aidé aux préparatifs, elle s'introduit dans la caravane et commence à chercher les papiers de Juan et ses clés de voiture. Elle doit faire vite, car la police est à sa recherche et est parvenue jusqu'au terrain de la communauté de Juan. Cependant, si elle trouve les papiers, elle ne parvient pas à trouver les clés. Alors que l'orage éclate et que la police se rapproche, Juan retrouve Ava et ils prennent tous deux la fuite. Alors qu'ils errent dans la nuit, ils sont retrouvés par Jessica conduisant la voiture de Juan, à qui elle laisse les clés sans un mot. Juan et Ava montent en voiture et prennent la fuite. Le film se termine sur Ava souriant radieusement à Juan.

## Fiche technique
- Titre : Ava
- Réalisation : Léa Mysius
- Scénario : Léa Mysius
- Photographie : Paul Guilhaume
- Son : Yolande Descarsin
- Costumes : Élisa Ingrassia
- Décors : Esther Mysius
- Montage : Pierre Deschamps
- Musique : Florencia Di Concilio
- Production : Patrick Armisen, Jean-Louis Livi, Fanny Yvonnet
- Sociétés de production : F comme film, Trois Brigands Productions, avec la participation de Arte France Cinéma
- SOFICA : Cinémage 11, Cofinova 13
- Société de distribution : BAC Films (France et internationale)
- Pays de production :  France
- Langues originale : français
- Durée : 105 minutes
- Genre : comédie dramatique
- Budget : 2 000 000 €
- Format : couleur - 1.85 - Dolby 5.1
- Dates de sortie :
  - France : 19 mai 2017 (Semaine de la critique)[3] ; 21 juin 2017 (sortie nationale)[4]
  - Suisse : 5 juillet 2017 (Festival international du film fantastique de Neuchâtel 2017)

## Distribution
- Noée Abita : Ava
- Laure Calamy : Maud
- Juan Cano : Juan
- Tamara Cano : Jessica
- Daouda Diakhate : Tété
- Baptiste Archimbaud : Matthias
- Franck Beckmann : l'ophtalmo
- Ena Letourneux : la jeune fille blonde

## Production

### Scénario
Il s'agit du scénario de fin d'étude de la réalisatrice Léa Mysius, pour le département scénario de La Femis en 2014. Le scénario, élaboré avec le concours de Paul Guilhaume, a par la suite gagné le Prix Arlequin du Prix Sopadin Junior. Le film est parti d'une vision : « J'avais l'image du début ; un chien noir qui court sur la plage, l'idée de mystère, un néoréalisme qui bascule dans le film de conte et presque le film de genre ». Par ailleurs, lors de l'écriture, Léa Mysius était victime de migraines ophtalmiques, l'obligeant à écrire dans le noir. C'est de là que traiter la maladie dégénérative appelée rétinite pigmentaire lui est venue, tout en souhaitant faire un parallèle avec la vague noire en France[Quoi ?] et la montée de l'obscurantisme, apportant au film un « côté politique ». La cinéaste ajoute que le film met en avant le conflit de génération avec la relation mère-fille, et qu'il s'agit « d'une histoire d'amour avant tout ».
Le chien joue pour la réalisatrice un rôle de « guide » pour l'héroïne qui se construit et grandit. Le chien noir avait déjà été exploité dans son deuxième court-métrage, Les Oiseaux-tonnerre, et elle souhaitait aller plus loin sur ce sujet avec Ava. Elle affirme mettre dans son film beaucoup d'éléments personnels, sans pour autant faire du film un biopic : « Les décors sont les lieux de mon enfance et les personnages et les situations sont inspirés de choses que je connais et que j'ai lues, vues ». Le personnage de Juan quant à lui est inspiré d'un gitan que la réalisatrice a connu dans son collège, alors que ce dernier se faisait rejeter par les professeurs et les élèves,,.

### Casting
Noée Abita est l'actrice qui obtient le rôle d'Ava. Après s'être renseignée dans une agence de comédiens, il lui est proposé de passer le casting pour le film avec une amie. Elle passe l'audition le premier jour, et la réalisatrice affirme que lorsqu'elle « est entrée dans la pièce [...] il y a quelque chose qui a changé ». Il n'a donc pas été difficile pour la réalisatrice de trouver son actrice. Cependant, trouver l'interprète de Juan a été plus complexe. Elle entreprend de faire un long casting sauvage dans une cinquantaine d'aires de gens du voyage autour de Paris, et dans le Sud de la France,. « On a vu environ trois cents personnes, et on l'a trouvé à côté de Bordeaux [...] »

### Musique
La musique originale est composée par Florencia Di Concilio.
Des extraits musicaux sont aussi inclus dans le film :
- She Ain't a Child No More de Sharon Jones
- Passacaglia della vita de Rosemary Standley et Dom La Nena
- Naci en Alamo de Remedios Silva Pisa
- Sabali d'Amadou et Mariam

## Accueil

### Accueil critique
Lors de sa sortie nationale, le film est plutôt bien accueilli par la critique presse avec une moyenne de 3.5/5 (pour 22 critiques) sur Allociné. Parmi les bonnes critiques, Culturopoing.com souligne notamment que le film « révèle une actrice et confirme une réalisatrice », Le Figaro reconnaît un « premier long-métrage parfaitement maîtrisé », tout comme L'Humanité, qui voit en Ava « un premier long métrage fascinant et riche de promesses ». Les Inrockuptibles note notamment, concernant l'esthétique, que « le film s'autorise des moments plus relâchés de pure beauté plastique et sensuelle ». Enfin, Télérama affirme que le film est « un festival des sens, que la mise en scène décuple, en déployant musique (de la contrebasse percutante à l'envol d'une mélopée électro hispanisante, la BO est un régal !), couleurs saturées, élans et effets de ruptures ».
Parmi les critiques mitigées, Bande à part regrette un film qui « souffre par endroits de quelques baisses de tension, le spectateur reste toujours captif de la beauté du cadre et de la lumière [...] », et Première fait un parallèle avec le film Grave : « Là où Grave réussissait à sidérer par son propos franchement transgressif sur les plaisirs de la chair, Ava ne parvient pas à rendre complètement tranchant son discours sur la liberté des esprits et des corps ».
Parmi les critiques les plus négatives, c'est le manque de nouveauté qui est souligné, notamment avec les Cahiers du cinéma, qui affirme que « Le film a beau afficher son penchant pour l’étrangeté, il désamorce lui-même ce qui pourrait, à chaque fois, le guider vers un ailleurs. Rien de nouveau sous le soleil » ; tandis que Le Dauphiné libéré reproche à Léa Mysius sa difficulté « à éviter les clichés qui guettent ». Quant à Ouest-France, il voit « le discours sur la liberté [...] un peu trop simpliste et les fulgurances graphiques un peu trop sages pour convaincre totalement ».

### Box-office
Au cours de sa première semaine de sortie (du 21 au 27 juin 2017), Ava se positionne en quinzième au box office français en réalisant 36 167 entrées, dont 17 716 à Paris,. La semaine suivante (du 28 juin au 04 juillet), le film finit à la 20e place avec 21 663 entrées. Au total durant son exploitation, le film réalise 80 221 entrées en France.

## Distinctions

### Récompenses
- Prix Sopadin Junior du meilleur scénario 2014 : prix Arlequin[14]
- Festival de Cannes 2017 : Semaine de la critique - Prix SACD[15], et prix du jury de la Palme Dog pour le chien Lupo
- Festival du nouveau cinéma Montréal 2017 : Louve d'or
- Festival international du film de femmes de Salé 2017 : prix du jury
- Festival international du film de Stockholm 2017 : Meilleure photographie pour Paul Guilhaume
- Festival international du film de Palm Springs 2018 : prix spécial du jury New Voices/New Visions

### Nominations et sélections
- Festival International du Film de Munich 2017 : compétition CineVision[16]
- César 2018 : Nomination au César de la meilleure actrice dans un second rôle pour Laure Calamy, et présélection au César du meilleur espoir féminin pour Noée Abita [17].